# Попов, Николай Фёдорович (физиолог)
Николай Фёдорович Попов (1885—1973) — советский учёный в области физиологии животных, доктор медицинских наук (1935), профессор (1945), академик ВАСХНИЛ (1956). Заслуженный деятель науки РСФСР (1944).

## Биография
Родился 19 октября 1885 года в станице Мичулинская, Области Войска Донского.
С 1907 по 1912 год обучался в Белорусской сельскохозяйственной академии. С 1912 по 1913 год на клинической работе в Вешенском станичном врачебном участке в качестве заведующего этим участком. С 1913 по 1921 год находился в действующей армии в качестве военного врача.
С 1921 по 1928 год на педагогической работе в Новочеркасском институте сельского хозяйства и мелиорации в качестве ассистента кафедры физиологии сельскохозяйственных животных. С 1928 по 1934 год на научной работе в Коммунистической академии и с 1934 по 1938 год в Институте экспериментальной медицины в качестве заведующего лаборатории. С 1930 по 1938 год одновременно с научной занимался и педагогической работой в Институте общественного питания в качестве заведующего кафедрой физиологии питания.
С 1932 по 1938 год на научной работе во ВНИИ животноводства в качестве консультанта, с 1935 по 1938 год — заведующего отдела физиологии пищеварения сельскохозяйственных животных. С 1938 по 1948 год на педагогической работе в Военно-ветеринарной академии РККА в должности начальника кафедры, с 1945 по 1953 год одновременно с педагогической занимался научной работой в Институте мозга человека АН СССР в качестве заведующего лаборатории физиологии центральной нервной системы. 
С 1948 по 1962 год на педагогической работе в Московской ветеринарной академии в должности заведующего кафедрой физиологии сельскохозяйственных животных. С 1962 по 1973 год на научной работе в ВНИИ физиологии и биохимии сельскохозяйственных животных в качестве научного консультанта. 

### Научно-педагогическая деятельность и вклад в науку
Основная научно-педагогическая деятельность Н. Ф. Попова была связана с вопросами в области физиологии сельскохозяйственных животных, занимался исследованиями в области трофической роли нервной системы, вопросов функционирования физиологии пищеварения и нервной системы у животных. Н. Ф. Поповым впервые в мире был предложен метод полного выключения влияния нервных центров на деятельность тканей и внутренних органов организма. Под его руководством была разработана методика операции изолированного желудка у лошади и полного удаления спинного мозга у собак. 
Ученик академика И. П. Павлова. В 1935 году защитил докторскую диссертацию на соискание учёной степени доктор медицинских наук. В 1945 году ВАК СССР ему было присвоено учёное звание профессор. В 1956 году был избран действительным членом ВАСХНИЛ.  Н. Ф. Поповым было написано более ста пятидесяти научных работ в том числе десять учебников опубликованных в ведущих научных журналах мира.

## Основные труды
- Исследования по физиологии коры головного мозга животных / М.: Сов. наука, 1953. — 99 с.
- Физиология сельскохозяйственных животных: учеб. для вет. и зоотехн. вузов и фак. / соавт.: Г. И. Азимов и др. — 2-е изд., испр. и доп. — М.: Сов. наука, 1958. — 583 с.
- Советы физиолога животноводам по кормлению коров / Москва; Кузьминки, 1960. — 22 с
- Практикум по физиологии сельскохозяйственных животных: для вет. и зоотехн. ин-тов и фак. / соавт.: А. П. Кроткова и др. М.: Сельхозгиз, 1960. — 311 с.[1]

## Награды и звания
- Орден Ленина (1954)
- два Ордена Трудового Красного Знамени (1960, 1965)
- Заслуженный деятель науки РСФСР (1944)
- две золотые медали ВСНХ (1957, 1958)[1][2][3]